# Gundelia
Gundelia, rod glavočika iz podtribusa Scolyminae, dio tribusa Cichorieae. Sastoji se od 12 vrsta koje su rasprostranjene od Anatolije na istok do Turkmenistana i Afganistana, uključujući i južni Kavkaz
Rod je opisan 1753., a tipična je vrsta G. tournefortii L.

## Vrste
1. Gundelia anatolica Firat
2. Gundelia armeniaca Nersesian
3. Gundelia cilicica Firat
4. Gundelia colemerikensis Firat
5. Gundelia dersim Vitek, Yüce & Ergin
6. Gundelia komagenensis Firat
7. Gundelia mesopotamica Firat
8. Gundelia munzuriensis Vitek, Yüce & Ergin
9. Gundelia rosea M.Hossain & Al-Taey
10. Gundelia tehranica Vitek & Noroozi
11. Gundelia tournefortii L.
12. Gundelia vitekii Armagan